# Ribera Baja del Ebro
Ribera Baja del Ebro – okręg (hiszp.: comarca) Hiszpanii, w Aragonii, w prowincji Saragossa.

## Podział administracyjny
W skład okręgu wchodzą:
- Alborge
- Alforque
- Cinco Olivas
- Escatrón
- Gelsa
- Pina de Ebro
- Quinto
- Sástago
- Velilla de Ebro
- La Zaida